# Xanto e Toone
Xanto (in greco antico: Ξάνθος?) e Toone (in greco antico: Θόωνά?) sono due personaggi dell'Iliade di Omero, citati nel libro quinto del poema.

## Il mito

### Le origini
Xanto e Toone erano due giovani fratelli, figli del troiano Fenope, che li aveva generati in tarda età. Essi presero parte alla guerra di Troia.

### La morte
I due giovani vennero uccisi entrambi da Diomede in battaglia, premorendo al padre, il quale avrebbe voluto lasciar loro le sue ingenti ricchezze. Di lì a poco anche Fenope morì, probabilmente di crepacuore.

## Curiosità
- Annibal Caro nella sua traduzione dell'Iliade trasforma il nome di Toone in Faone.

### Fonti
- Omero, Iliade, libro V.